# João Soares Almeida Filho
João Soares Almeida Filho (Belo Horizonte, 1954. február 15. –) brazil labdarúgócsatár.